# توماس أوربان
توماس أوربان (بالألمانية: Thomas Urban)‏ (و. 1954  م) هو صحفي، وكاتب غير روائي، ومراسل، ومدرس من ألمانيا الشرقية، وألمانيا، ولد في لايبزيغ، ويحمل رتبة عسكرية ضابط.

## التعليم
تعلم في Henri-Nannen-Schule ‏، وتعلم في جامعة موسكو الحكومية، وتعلم في جامعة كولونيا
.

## جوائز
حصل على جوائز منها:
- Georg Dehio Book Prize [الإنجليزية]‏
- Medal for outstanding service to Bavaria in a united Europe  [لغات أخرى]‏
- DAAD Scholarship  [لغات أخرى]‏